# Metersystemet
|  | Länder som officiellt använder sig av metersystemet |

|  | Länder som officiellt inte använder sig av metersystemet (USA, Myanmar och Liberia) |

Metersystemet eller metriska systemet kallas det decimalsystem för mått och vikt som är grundat på metern som enhet. Metersystemet fastställdes i Frankrike efter revolutionen 1789 genom en lag den 18 germinal år III (7 april 1795). Arkivprototyper för metern och kilogrammet (mètre des archives och kilogramme des archives) utarbetades och godkändes slutgiltigt den 19 frimaire år VIII (10 december 1799).

## Enhetsdefinitioner
En grundtanke för metersystemet var att man skulle utgå från oföränderliga naturkonstanter i stället för tillverkade prototyper (Se arkivyard, Rydaholmsalnen.)
De ursprungliga måtten var (meterkonventionen 20 maj 1875):
- 1 meter = 1/10 000 000 av avståndet från nordpolen till ekvatorn. (1 meridiankvadrant.)
- 1 liter = 1/1000 av en kubikmeter.
- 1 gram = 1/1000 av vikten av en liter vatten.

Systemet har efter hand utvecklats till det internationella enhetssystemet, SI.
För att kunna beräkna storleken på jordmeridiankvadranten gjordes med den tidens största möjliga precision gradmätningar.
Dessa definitioner har numera ersatts av nya definitioner med större precision och vetenskapligt mer noggranna. 1 meter definieras sålunda som det avstånd ljus tillryggalägger i vakuum under 1 / 299 792 458 sekund.
Parallellt med införandet av detta försökte man i Frankrike 1793 även införa ett system med decimaltid där man har tio dagar per vecka, tio timmar per dag, hundra minuter per timme och hundra sekunder per minut. Men det slog aldrig igenom, och avskaffades igen redan 1795, se Franska revolutionskalendern.

## Införande

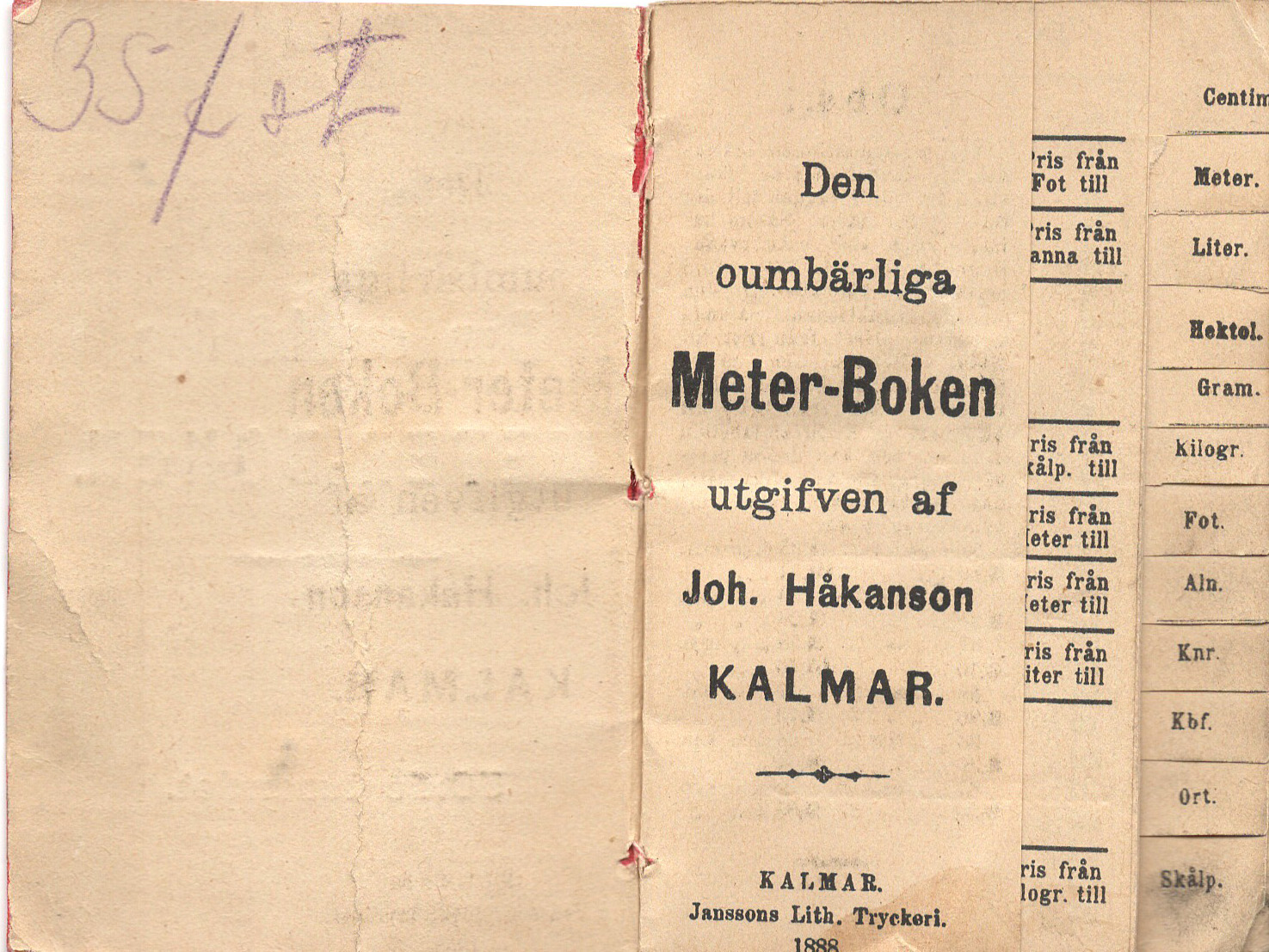
Meter-boken. Broschyr med vilken man kunde omvandla äldre mått till metersystemet. Utgiven 1888.

Metersystemet har efter hand införts i allt fler länder:
- 1816 i Belgien och Nederländerna (Kungariket Nederländerna)
- 1851 i Schweiz och nordvästra delarna av Italien
- 1858 i Sardinien
- 1864 i Portugal
- 1869 i Spanien
- 1871 i Österrike
- 1872 i Tyska riket
- 1874 i Norge
- 1907 i Danmark
- 1959 i Grekland
- formellt 1965 i Storbritannien, men införandet har tagit lång tid
- 1970 i Australien

I Sverige röstade Riksdagen den 19 maj 1875 för en övergång till metersystemet. Det infördes officiellt genom en Kunglig förordning den 22 november 1878 med en tioårig övergångsperiod. De gamla måtten var tillåtna fram till ingången av år 1889. För åren 1887 och 1888 skulle i alla taxor, förordningar o.s.v. mått och vikt anges med både det gamla systemet och det nya.
I denna förordning ersattes den gamla milen (36 000 fot) med en ny mil, kallad myriameter = 10 000 meter  Som ytmått myntades samtidigt kvadramyriameter = 108 kvadratmeter. Prefixet myria innebärande en faktor 104 har numera fallit praktiskt taget helt ur bruk.
Även Grekland, Rumänien, Ungern och Turkiet anslöt sig till metersystemet under senare delen av 1800-talet. Inledningsvis höll sig Danmark, Irland, Ryssland och Storbritannien jämte besittningar utanför metersystemet. Numera har även dessa länder antagit metersystemet, men det har ännu inte helt slagit igenom i Storbritannien, där man fortfarande använder enheter som feet, inch, pound, stone i vardagliga sammanhang. Exempelvis anges bilars bensinförbrukning i miles per gallon, och öl beställs i pint på puben.

## Måttförvirring
Metersystemet infördes för att undvika förvirring med olika fot och tum och införa ett system som det var lättare att räkna på, med tio och tusen som faktorer mellan olika stora enheter. Ett exempel på problem var Köping–Riddarhyttans järnväg som fick en helt udda spårvidd, 1 093 mm, på grund av att man blandade ihop svenska och engelska fot.
Ännu idag håller sig de gamla måtten i vissa fall kvar även i Sverige. Exempelvis anges storleken på teveapparater och datorskärmar i tum, vilket dessutom mättekniskt är felaktigt. Tum skall förstås som verktum, medan det man menar i annonser och kataloger är inch. (En svensk tum är något mindre än en inch.) Samma konservatism finns som artefakter även på andra håll, t.ex. fritidsbåtar och rörmokeri.
Innebörden av dessa enheter kan skilja sig mellan olika områden; det är till exempel omkring 20 % skillnad mellan en engelsk gallon och en amerikansk gallon. Speciellt litet genomslag har systemet haft i USA, där metriska enheter i stort sett bara används av myndigheter (till exempel militären) och i vetenskapliga sammanhang. Övriga engelskspråkiga länder har sedan länge infört metersystemet, utom Storbritannien som inte helt infört det.
Detta ledde bland annat till den förvirring som gjorde att den amerikanska marssonden Mars Climate Orbiter missade sitt mål och brann upp i Mars atmosfär, då något delsystem räknade med amerikanska enheter och något annat med metriska enheter. Dock ökar sakta användningen av metersystemet i USA, åtminstone inom teknik och särskilt vetenskap, just på grund av att man vill undvika denna typ av missförstånd vid internationell handel och samarbete/forskning. Engelskspråkiga länder har i huvudsak sluppit förvirring med olika fot och tum, utom att det förr var en minimal skillnad då USA och Storbritannien definierade dem efter var sin måttprototyp.
Enligt 2006 års upplaga av US CIA World Factbook är metersystemet det enda eller dominerande mätsystemet för alla länder utom tre, nämligen Myanmar, Liberia och USA.

## SI
Arbetet med metersystemet sker internationellt och regleras i meterkonventionen, som först undertecknades 1875. År 1960 fick metersystemet det nya namnet SI (Système International d'Unités).
Internationella byrån för mått och vikt (av franska Bureau international des poids et mesures (BIPM)), är en tillsynsorganisation för meterkonventionen som arbetar under uppsikt av Conférence générale des poids et mesures. Dess uppgift är att ställa SI till förfogande över hela världen som ett enhetligt och entydigt måttsystem. Organisationen har sitt säte i Sèvres nära Paris. Generalförsamlingen samlas vart fjärde år.
BIPM utför kalibrering åt meterkonventionens medlemsländer samt deltar i och organiserar internationella jämförelser mellan nationella måttstandarder. BIPM bedriver också metrologisk forskning. Hos BIPM förvaras arkivkilogrammet, den internationella prototypen för massa, och dess sex systerprototyper. I Sverige svarar SP Sveriges Provnings- och forskningsinstitut i Borås för normaliehållningen med undantag för joniserande enheten som Strålskyddsinstitutet ansvarar för.